# Horonda
Horonda (Oekraïens: Горонда, Hongaars: Goronda) is een plaats en gemeente in het Oblast Transkarpatië, gelegen in het rajon Moekatsjevo in het uiterste westen van Oekraïne.
De gemeente had in 2001 in totaal 9.364 inwoners en een oppervlakte van 78 km².
Het bestaat uit de volgende dorpen:
- Horonda (Горонда, Goronda)
- Strabitsovo (Страбичово, Mezőterebes)
- Zniatino (Жнятино, Izsnyéte)

Het laatstgenoemde dorp, Zniatino (Izsnyéte) kent een in meerderheid Hongaarse bevolking, van de 2243 inwoners waren er tijdens de volkstelling van 2001 ruim 63% Hongaren (1435 personen). Ze behoren tot de Hongaarse minderheid in Oekraïne.
De Hongaren behoren over het algemeen toe tot de Hongaars gereformeerde kerk.